# Папамосхова къща
Папамосховата къща (на гръцки: Αρχοντικό Παπαμόσχου) е възрожденска къща в град Костур, Гърция.
Къщата е разположена в южната традиционна махала Долца (Долцо) на улица „Византио“ срещу Надзевата къща. Къщата първоначално е двуетажна, но в някакъв момент чардаците ѝ са разрушени. В началото на XXI век къщата е разрушена за пълна реставрация.